# Alienacja polityczna
Alienacja polityczna – pojęcie to pochodzi z języka łacińskiego, w którym "alieus" oznacza 'obcy', 'należący do kogoś innego', 'wyobcowany'. Dotyczy wyizolowania od świata polityki, od struktur lub elit władzy w systemie politycznym, oderwanie się, usamodzielnienie, autonomizacja instytucji politycznych a zwłaszcza państwa od społeczeństwa i mechanizmów społecznej kontroli.
Objawami alienacji politycznej jest zanik więzi między obywatelami a sferą działania politycznego oraz brak identyfikacji z systemem władzy politycznej. Wyzwala bądź utrwala społeczne przekonanie, że działania polityczne są niezależne od woli obywatela. Alienacja ma charakter procesu, w którym kolejno instytucje polityczne, będące wytworem działań społecznych, wychodzą poza kontrolę swych twórców, przeciwstawiają się im i podporządkowują ich zachowania obcym interesom.
Zjawisko alienacji można ujmować dwuwymiarowo: obiektywnie i subiektywnie. Obiektywny wymiar wyznaczony jest przez stan braku zależności między potrzebami i interesami szeroko ujmowanego społeczeństwa a wartościami, decyzjami i działaniami władzy politycznej. W wymiarze subiektywnym zjawisko to określane jest, z jednej strony, jako społeczne poczucie braku wpływu na działania i decyzje władcze. Z drugiej zaś, jako poczucie oderwania się członków elit władzy od szarej rzeczywistości społecznej i instrumentalnego traktowania mas społecznych czy tzw. elektoratu. Symptomatyczny jest tu podział na „my” jako społeczeństwo i „oni” jako władza. Taki stosunek polaryzuje scenę polityczną na dwa obojętne, a często wrogie sobie obozy. Charakterystyczny jest tu zanik więzi między obu stronami i tendencją do uprzedmiotowiania i dyskrecji, wyrażającej się często w symbolicznej degradacji przeciwnika.
Kiedy elity polityczne są wyalienowane, ludzie władzy jawią się społeczeństwu, często jako grupa oszukańcza i skorumpowana, dbająca o swój własny interes i nie dotrzymująca danego słowa. Elita polityczna postrzegana jest jako niezdolna do realizacji oczekiwań społecznych. Powszechne staje się także poczucie braku bądź zaniku dialogu i społecznych konsultacji w działaniach elity rządzącej. Instytucje polityczne są ujmowane jako instrumenty realizacji partykularnych interesów. Sceptycyzm i społeczna nieufność wobec polityki generuje krytycyzm i negatywną ocenę partii politycznych, a nierzadko również instytucji państwowych. Partie są postrzegane jako dążące do władzy kliki, powodujące kłótnie i zamęt w państwie. Organizacje polityczne oskarżane są o zrzeszanie ludzi, dla których najważniejsze są własne ambicje, a nie interes państwowy, postulaty wyborców czy żądania elektoratu.
Ze względu na dynamiczny charakter zjawisk politycznych także zjawisko alienacji nie może być ujmowane statycznie, lecz w dynamicznym ujęciu procesu. Poziom wyalienowania w zależności od uwarunkowań relacji władza-społeczeństwo może przyjmować różne wartości w różnych płaszczyznach.
W systemach demokratycznych, opartych na funkcjonowaniu mechanizmów reprezentacji politycznej, problem alienacji politycznej związany jest z dostępem do grona zasobów władzy, procesami selekcji, weryfikacji i wymiany przywódców czy liderów politycznych.
Pojęcie alienacji znajduje częste zastosowanie w konfliktowych teoriach politycznych, których cechą charakterystyczną jest przeciwstawianie elity władzy wobec pozostałej części społeczeństwa. Alienacja jest tu najczęściej ujmowana jako źródło lub objaw konfliktów i jest wyrazem separacji społeczeństwa od jego elit politycznych.